# 아잔

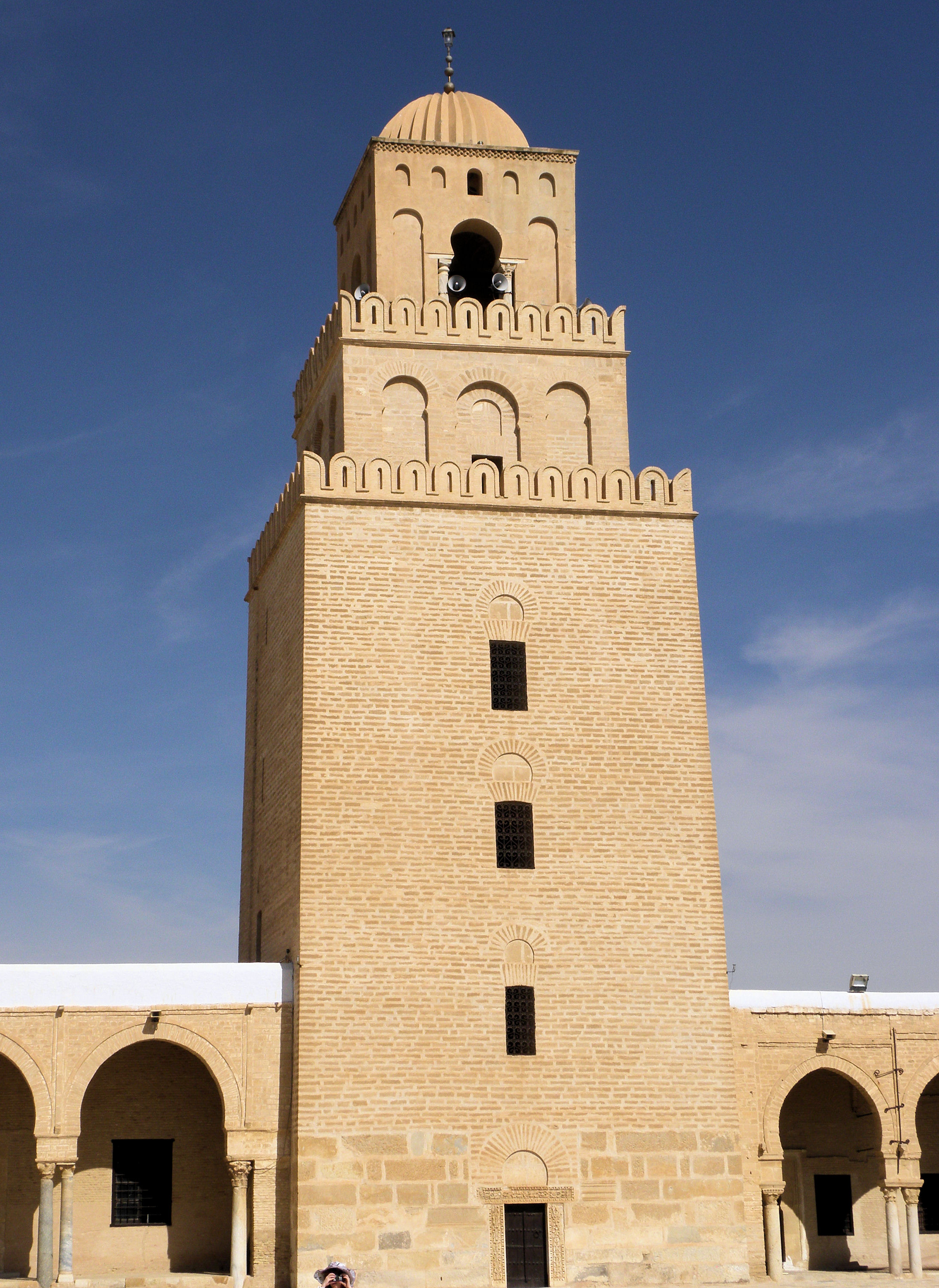

아잔 또는 아단(أذان)은 이슬람교의 기도 용어이다.

## 개요
무에진이 예배의 시작을 알릴 때, 또는 예배 중에 다 같이 이 아잔을 외치며, 교파에 따라 내용에 다소 차이가 있다. 대표적인 아잔으로는 الله أكبر→직역하면 '알라는 더 크다'가 되며 일반적으로 '알라는 가장 위대하다'로 해석된다가 있다.

## 같이 보기
- 무에진
- 알라후 아크바르
- 중국 무슬림에게 기도 시간을 알리는 아잔을 애국가로 대체해